# Lista de herdeiros do trono dinamarquês

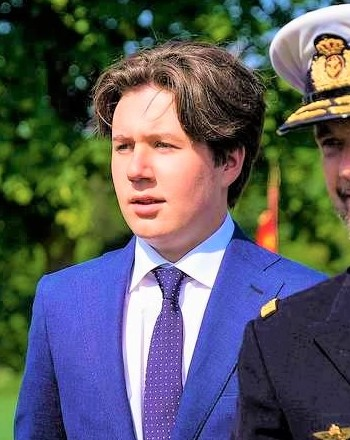
Cristiano, o atual herdeiro ao trono dinamarquês desde a coroação de seu pai, Frederico X em 2024.

Esta é uma lista de indivíduos que foram, em dado período de tempo, considerados os herdeiros do trono do Reino da Dinamarca (1849–presente), em caso de abdicação ou morte do monarca incumbente. Os herdeiros (presuntivos ou aparentes) que, de fato, sucederam ao monarca dinamarquês são representados em negrito. 
A lista inclui nobres a partir de 1448, quando Cristiano I assumiu o trono e inaugurou o reinado da Casa de Oldemburgo sobre os dinamarqueses. Apesar de ser uma das monarquias mais tradicionais e antigas ainda em vigor, o sistema monárquico presente na Dinamarca remonta ao Ato Constitucional de 1849, que confirmou a Casa de Eslésvico-Holsácia-Sonderburgo-Glucksburgo - um ramo descendente da Casa de Oldemburg - como os herdeiros do trono dinamarquês. Em 1852, diante da ausência de herdeiros legítimos de Frederico VII e do Príncipe Hereditário Fernando, uma nova legislação foi aprovada permitindo que o trono fosse assumido pelo Príncipe Cristiano de Glucksburgo, um bisneto e herdeiro do sexo masculino mais próximo de Frederico V. Esta lei semi-sálica foi alterada somente pelo Ato de Sucessão de 1953,  quando a primogenitura de preferência masculina foi adotada e colocava como herdeiro sempre o filho varão mais velho do monarca reinante e - somente na ausência deste - a filha mais velha do soberano. No entanto, a partir de 2009, a lei sucessória sofreu nova alteração passando a observar o sistema de primogenitura absoluta.

## Herdeiros ao trono dinamarquês
| Herdeiro                     | Status              | Relacionamento com Monarca | Tornou-se herdeiro     | Tornou-se herdeiro                   | Deixou de ser herdeiro | Deixou de ser herdeiro               | Próximo sucessão Relação com herdeiro | Monarca        |
| Herdeiro                     | Status              | Relacionamento com Monarca | Data                   | Razão                                | Data                   | Razão                                | Próximo sucessão Relação com herdeiro | Monarca        |
| ---------------------------- | ------------------- | -------------------------- | ---------------------- | ------------------------------------ | ---------------------- | ------------------------------------ | ------------------------------------- | -------------- |
| Frederico, Príncipe Herdeiro | herdeiro aparente   | filho                      | 16 de novembro de 1863 | pai tornou-se rei                    | 29 de janeiro de 1906  | tornou-se rei                        | Prince Valdemar irmão (1863–1870)     | Cristiano IX   |
| Frederico, Príncipe Herdeiro | herdeiro aparente   | filho                      | 16 de novembro de 1863 | pai tornou-se rei                    | 29 de janeiro de 1906  | tornou-se rei                        | Príncipe Cristiano filho (1870–1906)  | Cristiano IX   |
| Cristiano, Príncipe Herdeiro | herdeiro aparente   | filho                      | 29 de janeiro de 1906  | pai tornou-se rei                    | 14 de Maio de 1912     | tornou-se rei                        | Prince Frederico filho                | Frederico VIII |
| Frederico, Príncipe Herdeiro | herdeiro aparente   | filho                      | 14 de maio de 1912     | pai tornou-se rei                    | 20 de Abril de 1947    | tornou-se rei                        | Prince Knud irmão                     | Cristiano X    |
| Canuto, Príncipe Hereditário | herdeiro presuntivo | irmão                      | 20 de abril de 1947    | irmão se tornou rei                  | 5 de junho de 1953     | constituição e lei de sucessão mudou | Príncipe Ingolf filho                 | Frederico IX   |
| Princesa Margarida           | herdeira presuntiva | filha                      | 5 de janho de 1953     | constituição e lei de sucessão mudou | 14 de janeiro de 1972  | tornou-se rainha                     | Princess Benedita irmã (1953–1968)    | Frederico IX   |
| Princesa Margarida           | herdeira presuntiva | filha                      | 5 de janho de 1953     | constituição e lei de sucessão mudou | 14 de janeiro de 1972  | tornou-se rainha                     | Príncipe Frederico filho (1968–1972)  | Frederico IX   |
| Frederico, Príncipe Herdeiro | herdeiro aparente   | filho                      | 14 de janeiro de 1972  | mãe de torneou rainha                | 14 de janeiro de 2024  | tornou-se rei                        | Príncipe Joachim irmão (1972–2005)    | Margarida II   |
| Frederico, Príncipe Herdeiro | herdeiro aparente   | filho                      | 14 de janeiro de 1972  | mãe de torneou rainha                | 14 de janeiro de 2024  | tornou-se rei                        | Príncipe Cristiano filho (2005–2024)  | Margarida II   |
| Cristiano, Príncipe Herdeiro | herdeiro aparente   | filho                      | 14 de janeiro de 2024  | pai de tornou-se rei                 | Imcumbente             | Imcumbente                           | Princesa Isabel irmã                  | Frederico X    |